# Військово-морські сили Грузії
Військово-морські сили Грузії (груз. საქართველოს სამხედრო საზღვაო ძალები) — один з видів збройних сил Грузії, що існував з 1991 до 2009 року. Напередодні війни 2008 року ВМС Грузії налічували 19 кораблів й суден, 531 особа особового складу, 181 з яких були офіцери, 200 сержанти, 114 призовники та 36 цивільних. Проте після значних втрат, яких вони зазнали під час російсько-грузинської війни 2008 року, у 2009 році було прийняте рішення про їх об'єднання й переведення особового складу й вцілілих кораблів до складу берегової охорони й у підпорядкування Міністерству внутрішніх справ.

## Історія
Незважаючи на розташування Грузії на узбережжі Чорного моря й історичний зв'язок з морською торгівлею, вона фактично ніколи не мала скільки-небудь значного флоту. Перша спроба побудови національного військового флоту припадає на недовготривалу незалежність країни, як Грузинська Демократична Республіка від 1918 до 1921 року. ВМС Грузії в той час складалися з флагмана, кількох парусних човнів і кількох буксирів реквізованих у портах під час Громадянської війни в Росії. Радянське вторгнення 1921 року та поразка Грузинської Демократичної Республіки припинили спроби відбудови державності, а Грузія була включена до складу Радянського Союзу. Станом на 1990 рік територіальні води Грузії охоронялися розташованою у Поті 184-ю бригадою берегової охорони Радянського Чорноморського флоту. Менші пункти базування розташовувалися у містах Очамчире, Батумі, Анаклія та Сухумі. Після розпаду СРСР, потійська бригада була повністю виведена з Грузії у 1992 році, залишивши тільки 6 суден. Однак, російські прикордонні війська продовжували патрулювати грузинську берегову лінію до 1998 року.

### Після відновлення незалежності

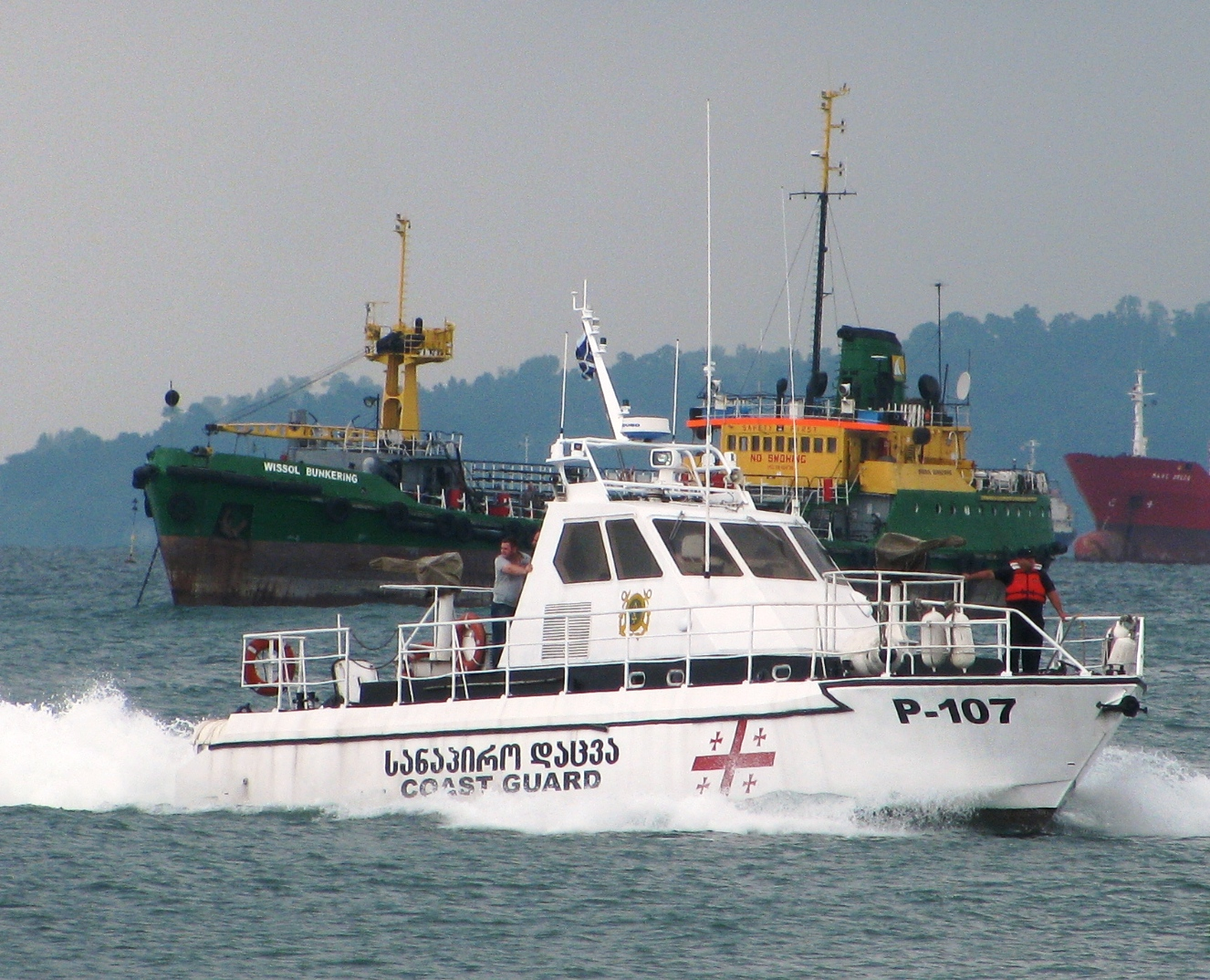
Грузинський патрульний катер P-107 біля Батумі у 2010 році.

У лютому 1990 року Кабінет міністрів Грузії видав указ про створення спеціальної комісії з проблем будівництва збройних сил. Одна з її груп, на чолі з капітаном Олександром Джавахішвілі, колишнім командиром радянського атомного підводного човна, була відповідальна за побудову військово-морського флоту. Після розпаду СРСР, Грузія, яка на той час не входила до складу СНД, не була включена у процес початкових російсько-українських перемовин щодо розподілу Чорноморського флоту в січні 1992 року. Таким чином, із початком у 1992 році сепаратистської війни у Абхазії, Грузія не мала ефективних військово-морських сил та цілісної системи оборони. За час війни було здійснено тільки дві значні військово-морські операції, які включали евакуацію 173 жінок і дітей з Бічвінти (Піцунда) в серпні 1992 року і знищення табору про-абхазького чеченського польового командира Шаміля Басаєва в Гудауті у квітні 1993 року. 7 липня 1993, день, коли грузинський тральник «Гантіаді» під командою Шукрі Копаліані, патрулюючи поблизу Тамиша, здобув перемогу над декількома абхазькими човнами, відзначався як День ВМС Грузії.
Військово-морське будівництво розпочалося з оснащення риболовних суден зенітними гарматами малих калібрів й кулеметами. У 1996 році Грузія відновила свої вимоги щодо її частини колишнього Радянського Чорноморського флоту й російська відмова виділити Грузії частину колишнього ВМФ СРСР стала ще однією кісткою розбрату в Грузинсько-російських відносинах, які прогресивно погіршувались. На цей раз, Україна підтримала претензії Тбілісі, передавши кілька патрульних катерів ВМС Грузії й розпочавши підготовку грузинських екіпажів, проте не змогла включити в остаточну угоду щодо розподілу флоту питання передачі Грузії кораблів, які раніше базувалися у Поті. Пізніше, решту частини претензій Грузії до Росії було вирішено обміняти на часткове списання боргів за газ.
Грузія була однією з країн-засновників та основних членів Чорноморської військово-морської групи (BLACKSEAFOR).
Пізніше, в 1990-ті роки, Грузія за допомогою країн-членів НАТО, в основному Туреччини й Греції, вдалося створити невеликі військово-морські сили. Проте, протягом свого існування грузинський флот залишався, з усіх боків, найбільш незначним компонентом збройних сил без будь-якої чіткої оперативної доктрини та з нестачею ресурсів необхідних для підтримки безпеки мореплавства або проведення навчальних місій.
Після конфлікту 2008 року між Росією й Грузією, в якому Грузія втратила більшу частину своїх військово-морських сил, було прийнято рішення про об'єднання ВМС Грузії з береговою охороною. З 2009 року було утворено об'єднану Берегову охорону прикордонної поліції Грузії.

## Бази
- ВМБ Поті, (головна, штаб ВМС)
- ВМБ Батумі
- пост берегової охорони в селищі Анаклія (Зугрідський муніципалітет) — побудований за допомогою США, містить пункт управління БОХР; РЛС виявлення морських цілей (вартість станції близько 540 тис. доларів США) й трансформаторну підстанцію[2];
- пост берегової охорони в містечку Чакві — побудований за допомогою США, має в собі РЛС (вартість станції близько 600 тис. доларів США)[2];
- пост берегової охорони в Гоніо — введений в експлуатацію в січні 2009 року, побудований за допомогою США, має в собі РЛС виявлення морських цілей (вартість станції близько 500 тис. доларів США)[2]

## Корабельний склад (1992—2008)
| Клас                     | Тип                 | Бортовий номер         | Назва     | У складі флоту      | Зауваження |
| ------------------------ | ------------------- | ---------------------- | --------- | ------------------- | --- |
| артилерійський катер     | проєкт 205П         | 301 («Георгій Торелі») | Батумі    | з 1998 р.           | Колишній «ПСКР-629», подарований Україною. Довгий час перебував на ремонті у Балаклаві. Остаточно виведено зі складу флоту й продано на злам у 2006 р.                                             |
| ракетний катер           | проєкт 206МР        | 302                    | Тбілісі   | з 30 червня 1996 р. | Колишній катер «Конотоп» ВМС України. Подарований Грузії, знищений 13-14 серпня 2008 р. російськими військами у порту Поті. У 2009 році був придбаний громадянином Туреччини на ім'я Джем Аідемир. |
| ракетний катер           | La Combattante II   | 303                    | Діоскурія | з 22 квітня 2004 р. | Подаровано Грецією. Знищений 13-14 серпня 2008 р. російськими військами у порту Поті. У 2009 році був придбаний громадянином Туреччини на ім'я Джем Аідемир.                                       |
| сторожовий катер         | проєкт 360          | 101                    | Цхалтубо  | з 1992 р.           | Знищений 13-14 серпня 2008 р. російськими військами у проту Поті. У 2009 році був придбаний громадянином Туреччини на ім'я Джем Аідемир.                                                           |
| артилерійський катер     | проєкт 368Т         | 102                    | Акмета    | з 1992 р.           | Роззброєний, залишений на сліпі у Поті |
| сторожовий катер         | DILOS               | 201                    | Іверія    | з лютого 1998 р.    | Колишній катер P-267 «Ділос» ВМС Греції. Подаровано Грецією. Був виведений екіпажем до Батумі в серпні 2008 р.                                                                                     |
| сторожовий катер         | AB-30 «Тюрк»        | 202                    | Кутаїсі   | з 5 грудня 1998 р.  | Подаровано Туреччиною. Був виведений екіпажем до Батумі в серпні 2008 р. |
| сторожовий катер         | DILOS               | 203                    | Местія    | з вересня 1999 р.   | Колишній рятувальний катер P-269 «Ліндос» ВМС Греції. Подаровано Грецією. Був виведений екіпажем до Батумі в серпні 2008 р.                                                                        |
| малий десантний корабель | проєкт 106К         | 001                    | Гурія     | з 6 липня 2001 р.   | Подаровано Болгарією. Був виведений екіпажем до Батумі в серпні 2008 р. |
| малий десантний корабель | проєкт 106К         | 002                    | Атія      | з 6 липня 2001 р.   | Подаровано Болгарією. Був виведений екіпажем до Батумі в серпні 2008 р. |
| десантний катер          | проєкт 1176 «Акула» |                        | MDK-01    | з 1992 р.           | |
| десантний катер          | проєкт 1176 «Акула» |                        | MDK-02    | з 1992 р.           | |
| патрульний корабель      | сейнер              | 016                    | Гантіаді  | з 1992 р.           | Виведений зі складу ВМС Грузії й переоснащений в гідрографічне судно. Потоплений МРК «Міраж» 10 серпня 2008 року біля узбережжя Абхазії.                                                           |
| сторожовий катер         | проєкт 371У         | 04                     | Галі (2)  | з 1992 р.           | Роззброєний, залишений на сліпі у Поті, де був підірваний 13-14 серпня 2008 р. російськими військами.                                                                                              |
| малий катер              | проєкт 1398 «Аист»  | 10                     | немає     | з 1992 р.           | Підірваний 13-14 серпня 2008 р. російською армією на сліпі в Поті. |
| малий катер              | проєкт 1398 «Аист»  | 12                     | немає     | з 1992 р.           | Підірваний 13-14 серпня 2008 р. російською армією на сліпі в Поті. |
| малий катер              | проєкт 1398 «Аист»  | 14                     | немає     | з 1992 р.           | Підірваний 13-14 серпня 2008 р. російською армією на сліпі в Поті. |